# The Record (Sherbrooke)
Pour les articles homonymes, voir The Record.
The Record est un quotidien anglophone de Sherbrooke, au Québec. Il sert la région des Cantons-de-l'Est.

## Description
Ces dernières années, The Record s'est transformé en journal communautaire pour la minorité anglophone de la région, ne couvrant plus beaucoup l'actualité nationale et internationale. N'étant plus membre de l'agence de presse Presse canadienne, il rapporte les événements de CanWest Global et d'autres sources.
Le journal publie des rubriques culturelles appelées « Talk »  ou « Talk of The Townships » tous les vendredis. Les sections du périodique portent sur les besoins des communautés parmi le public cible du journal.

## Historique
Fondé en 1878 sous le nom de The Weekly Examiner, le journal est ensuite renommé The Sherbrooke Examiner. Refondé sous une nouvelle forme le 9 février 1897, il est alors nommé le Sherbrooke Daily Record, puis The Sherbrooke Record et enfin The Record. Il est l'un des deux seuls quotidiens de langue anglaise au Québec, l'autre étant le Montreal Gazette, avec un tirage beaucoup plus élevé.
The Record a changé de propriétaires à plusieurs reprises depuis son acquisition par Conrad Black, Peter White et David Radler, en 1969. Il fut acheté par un homme d'affaires local, George MacLaren, en 1977, qui le vendit à Quebecor en octobre 1987. Conrad Black reprend possession du journal en 1999, et le gardera jusqu'en janvier 2006, date où Hollinger cède l'ensemble de ses actifs canadiens, dont The Record, au groupe Glacier Ventures International, de Vancouver en Colombie-Britannique. Quelques mois plus tard, en septembre, le quotidien se retrouve au cœur d'un partenariat entre cette dernière entreprise et l'Alberta Newspaper Group.

## Anecdote
John Barett et Conrad Black, des barons de la presse canadienne, ont chacun fait leurs débuts comme propriétaire et copropriétaire du Record de Sherbrooke.